# Dinastia Xin
La dinastia Xin (cinese: 新朝; pinyin: Xīn chāo) fu fondata nel 9 d.C. da Wáng Mǎng (cinese: 王莽) (45 a.C. - 23 d.C.), dignitario della corte degli Han che si era impadronito del potere. Wáng Mǎng tentò di mettere in pratica l'ideale sociale e politico dei classici confuciani in un progetto di governo poco realistico che si concluse col caos e con la fine della breve dinastia nel 23 d.C., eventi che gli costarono la nomea di usurpatore. Durante il suo breve regno, la dinastia era l'impero più vasto del suo tempo con un'area di 6 milioni di kmq.

## L'imperatore Wang Mang

### Ascesa
Wáng Mǎng (conosciuto anche come Jujun 巨君), apparteneva al clan Wáng originario della contea di Wèi (魏) nell'Hebei. La famiglia Wáng aveva raggiunto una posizione importante sotto la dinastia Han; provenivano dal clan dei Wáng molti dignitari di corte ed una imperatrice, Wáng Zhèngjūn (cinese: 王政君). Wáng Mǎng, non essendo fra i membri più in vista della famiglia poiché suo padre era morto prima di aver ottenuto un titolo, si dedicò allo studio dei classici confuciani. Grazie alla raccomandazione dello zio Wáng Fèng (cinese: 王鳳), che aveva una posizione importante a corte, ottenne il suo primo incarico e iniziò una rapida carriera. Lo zio gli cedette una parte del suo feudo e nel 16 a.C. Wang Mang divenne marchese di Xīndōu (cinese: 新都侯; pinyin: Xīndōu Hóu).
Alla sua rapida carriera contribuì non solo l'appoggio di un clan potente, ma anche l'immagine che Wáng Mǎng seppe crearsi, quella di incarnazione vivente delle virtù confuciane. Si prese cura dello zio mentore più del figlio di questi; promosso, distribuì parte del suo appannaggio ai suoi subalterni e in beneficenza. Secondo l'ideale dell'umiltà, rifiutò tre volte prima di accettare i doni e le promozioni. Per tutta la vita mantenne questo atteggiamento, nel quale è difficile distinguere quanta parte avesse l'abilità politica.
Nell'8 a.C. fu chiamato a sostituire uno zio deceduto, Wáng Gēn (cinese: 王根) nella carica di grande sīmǎ (cinese: 司馬), ma con la morte dell'imperatore Chengdi e il passaggio del trono al suo successore Aidi Wáng Mǎng fu costretto a lasciare l'incarico e a ritirarsi a Xinye (新野) nell'Henan.
L'allontanamento durò poco: nel 2 a.C. fu richiamato nella capitale. Lo scettro era passato nelle mani dell'imperatrice vedova Wang, che nominò Wáng Mǎng reggente del giovane imperatore Pingdi e gli diede il titolo di duca di Anhan (安漢公). A 49 anni divenne primo ministro.
Ebbe grande cura della sua immagine, secondo i principi confuciani, e conquistò fama di uomo integerrimo arrivando a condannare a morte il suo stesso figlio maggiore, Wang Yu, implicato in un complotto. Promosse lo studio dei classici confuciani fondando nuove scuole e moltiplicando il numero degli specialisti del canone residenti a corte, ottenendo in tal modo il sostegno degli intellettuali.
Quando Pingdi si ammalò, Wáng Mǎng non perse occasione per manifestare la sua devozione al sovrano, e alla morte dell'imperatore egli scelse come successore Ruzi, un bambino di sette anni, cui fu nominato reggente imperiale (shehuangdi 攝皇帝); a corte cominciò ad essere chiamato pseudo-imperatore (jiahuangdi 假皇帝). Il nome del periodo imperiale venne cambiato in reggenza (居攝).
L'affermazione di Wáng Mǎng provocò la rivolta armata dei suoi oppositori, che venne presto domata da Wang Yi (王邑).
La propaganda in favore di Wáng Mǎng si basava sul concetto del mandato del cielo, che presupponeva per ogni dinastia un inizio ed un declino, al termine del quale si sarebbe affermato un nuovo sovrano designato dal cielo, iniziatore di una nuova dinastia. Alla fine, i più importanti dignitari di corte dichiararono che Wáng Mǎng era il nuovo titolare del mandato del cielo e l'indomani, all'età di 54 anni, Wáng Mǎng salì al trono come nuovo imperatore, dando inizio alla dinastia Xin.

### Potere e declino
Divenuto imperatore, Wang Mang cercò di mettere in pratica la cosiddetta nuova politica (xin zheng 新政), che sull'ispirazione del Libro dei riti confuciano, voleva tornare ad un passato mitico. Le misure prese da Wang Mang comprendevano l'instaurazione di un sistema di coltivazioni in gruppi di otto famiglie, jingtian 井田, modello di equità teorica; il monopolio di stato sul commercio del ferro, del sale e dell'alcool; la nazionalizzazione delle foreste e delle terre non coltivate; il controllo sui prezzi e sulla moneta. In generale, dalle cerimonie nuziali agli abiti, tutto doveva essere conforme alle prescrizioni del Lishu.
La messa in pratica di queste riforme si rivelò però molto difficile. L'abolizione dei latifondi con la ripartizione delle terre fra i contadini, decisa nel 9 d.C., fu annullata tre anni dopo a causa della resistenza dei grandi proprietari terrieri. Alcuni eventi naturali contribuirono ad alimentare il malcontento: fra il 2 e il 5 d.C., e poi nell'anno 11, il corso del Fiume Giallo cambiò, provocando carestie ed epidemie. Si formarono allora due eserciti ribelli, quelli delle "sopracciglia rosse" (chimei 赤眉) e quello del "bosco verde" (lulin 綠林), che si scontrarono con l'esercito imperiale. Nel 23 d.C. i ribelli arrivarono sotto le mura di Chang'an e Wang Mang convocò la corte per una cerimonia in cui chiese al cielo di non abbandonarlo, dopo averlo scelto come imperatore. Il giorno seguente, il palazzo fu attaccato e Wang Mang fu ucciso. La sua testa fu esposta sulla piazza Yuanshi 宛市.
Nel 25 la dinastia Han tornò al potere con l'imperatore Guangwu.

### Le riforme

#### Terre e servaggio
- Sistema cosiddetto dei campi a pozzo (井田 jǐngtián): le terre sono coltivate per gruppi di nove parcelle che formano un quadrato; la parcella centrale è il "pozzo". Otto famiglie di contadini coltivano una parcella ciascuna, facendo propri i raccolti. La parcella centrale è coltivata da tutte ed otto le famiglie, e i raccolti vanno al signore.
- Nazionalizzazione delle terre. Le terre non possono essere vendute, possono soltanto essere concesse in uso. I contadini ricevono una quantità di terra proporzionata alla forza lavoro della famiglia. Le terre non coltivate tornano allo stato.
- Il servaggio e la schiavitù restano, ma i servi e gli schiavi non possono essere venduti.

#### Industria, commercio e finanze
- Controllo di stato sulle attività commerciali e industriali.
- Controllo dei prezzi: a Chang'an e in altre cinque città, un funzionario controlla il mercato fissando il calmiere ad ogni stagione e acquistando e redistribuendo la sovrapproduzione di beni di prima necessità.
- Prestiti senza interessi ai poveri per i matrimoni e i funerali, o a tassi di interesse controllati per l'avvio delle attività di lavoro.
- Le saline, le distillerie di alcool, le fonderie di ferro e d'oro, il conio della moneta, lo sfruttamento delle terre non coltivabili, di foreste, montagne e fiumi spettano allo stato.

## Riferimenti e fonti
- Libro degli Han, volume 69, parti 1, 2, 3.
- Zizhi Tongjian, volumi 36, 37, 38, 39.
- Ban Gu. 3: Translation: Imperial annals 11. and 12. and the Memoir of Wang Mang. Baltimore, Waverly press, 1955